# Коробкин (Калмыкия)
Коробкин — посёлок сельского типа в Сарпинском районе Калмыкии, административный центр Коробкинского сельского муниципального образования. Посёлок расположен балке Лесная в 18 км к западу от районного центра села Садовое.
Население — 236 человек (2021).

## История
Впервые обозначен на топографической карте Астраханской губернии 1909 года. Хутор относился к Садовской волости Черноярского уезда Астраханской губернии. После образования Калмыцкой автономии относился к Малодербетовскому, с 1930 года Сарпинскому улусу. На основании Указа Президиума Верховного Совета РСФСР от 27 декабря 1943 года «О ликвидации Калмыцкой АССР и образовании Астраханской области в составе РСФСР», как и другие населённые пункты Сарпинского района Калмыцкой АССР передан в состав Сталинградской области. 
В 1957 году возвращён в состав Калмыкии на основании Указа Президиума ВС СССР от 09.01.1957 года "Об образовании Калмыцкой автономной области в составе РСФСР".

## Физико-географическая характеристика
Посёлок расположен в пределах Ергенинской возвышенности, в долине реки Лесная, относящейся к бассейну реки Зельмень. Средняя высота над уровнем моря - 57 м. Большая часть посёлка расположена на правом берегу реки.
По автомобильной дороге расстояние до столицы Калмыкии города Элиста составляет 190 км, до ближайшего города Волгоград Волгоградской области - 130 км, до районного центра села Садовое - 18 км.
Согласно классификации климатов Кёппена для Кануково характерен влажный континентальный климат с жарким летом и относительно холодной зимой(индекс Dfa). Среднегодовая температура воздуха - 8,8 °C, количество осадков - 351 мм.
В селе, как и на всей территории Калмыкии, действует московское время.

## Население
| 2002 | 2010 | 2011 | 2012 | 2013 | 2014 | 2015 |
| ---- | ---- | ---- | ---- | ---- | ---- | ---- |
| 467  | ↘347 | ↘344 | ↘331 | ↘329 | ↘323 | ↗325 |
| 2016 | 2017 | 2018 | 2019 | 2020 | 2021 |      |
| ↘324 | ↘318 | ↘297 | ↘292 | ↘287 | ↘236 |      |

По состоянию на 01.01.2012 года численность населения составила — 328 человек. Из них моложе трудоспособного возраста составляет 15,2 %, в трудоспособном возрасте — 60,6 %, старше трудоспособного возраста −24,2 %. Отмечается естественная убыль −2 чел./год на 1000 жителей.
Соотношение мужчин и женщин составляет, соответственно, 50,9 % и 49,1 % (преобладает мужское население). Национальный состав: калмыки — 43,3 %, русские — 46,9 %, другие национальности — 9,8 %.
Национальный состав
Согласно результатам переписи 2002 года большинство населения посёлка составляли русские (44 %) и калмыки (43 %)

## Социальная инфраструктура
В посёлке действуют: Коробкинская средняя школа, социально-культурный центр, больничный пункт и библиотека.